# Groupe de NGC 4274
Le groupe de NGC 4274 comprend au moins 19 galaxies situées dans les constellations de la Grande Ourse, de la Chevelure de Bérénice et des Chiens de chasse. 

## Distance du groupe de NGC 4274
Les distances basées sur le décalage varient de 13,2 Mpc pour NGC 4136 à 22,5 Mpc pour NGC 4359. La distance moyenne basée sur le décalage est égale à (18,3 ± 1,3) Mpc. En ne retanant que les galaxies qui ont plus de trois mesures indépendantes du décalage, la distance moyenne est un peu différente avec une valeur de (14,8 ± 3,2) Mpc, mais leur domaine de valeurs se recoupe. 
Cependant, ce groupe de galaxie est relativement rapprochée du Groupe local et les mesures indépendantes sont souvent assez différentes des distances de Hubble pour les galaxies rapprochées en raison de leur mouvement propre dans le groupe où l'amas où elles sont situées. Pour certaines galaxies du groupe de NGC 4274, la valeur moyenne des distances indépendantes du décalage est sans doute plus près de leur distance réelle.

## Membres
Le tableau ci-dessous liste les 19 galaxies du groupe indiquées dans l'article de A.M. Garcia publié en 1993. Certaines galaxies (NGC 4245, NGC 4251, NGC 4274, NGC 4218, NGC4283, NGC 4310 et NGC 4314) de ce groupe font partie d'une autre groupe décrit dans un article publié en 1998 par Abraham Mahtessian. Il s'agit du groupe de NGC 4725, la galaxie la plus brillante de ce groupe qui compte 16 membres. Certaines galaxies du groupe de NGC 4725 font partie d'autres groupes décrits dans l'article de Garcia. De plus selon Mahtessian, la galaxie NGC 4509 fait partie du groupe de NGC 4631. Les frontières entre les groupes ne sont pas clairement établies et dépendent des critères de proximité utilisés par les auteurs.
| Nom         | Constellation         | Class.        | Type                     | α (J2000.0)   | δ (J2000.0) | Vitesse radiale (km/s) | m    | Distance (Mpc) | Diamètre (kal) | D (Mpc)      |
| ----------- | --------------------- | ------------- | ------------------------ | ------------- | ----------- | ---------------------- | ---- | -------------- | -------------- | ------------ |
| NGC 4020    | Grande Ourse          | SBd?          | Spirale barrée           | 11h 58m 56.7s | 30° 24′ 43″ | 760 ± 1                | 12,7 | 15,5 ± 1,1     | 26             | 13,2 ± 3,0   |
| NGC 4062    | Grande Ourse          | SA(s)c        | Spirale                  | 12h 04m 03.8s | 31° 53′ 45″ | 758 ± 1                | 11,1 | 15,3 ± 1,1     | 69             | 15,1 ± 2,7   |
| NGC 4136    | Chevelure de Bérénice | SAB(r)c       | Spirale intermédiaire    | 12h 09m 17.7s | 31° 53′ 45″ | 606 ± 3                | 11,1 | 13,2 ± 1,0     | 31             | 11,5 ± 3,9   |
| NGC 4173    | Chevelure de Bérénice | Sdm           | Spirale magellanique     | 12h 09m 17.7s | 31° 53′ 45″ | 1119 ± 4               | 13,0 | 20,8 ± 1,5     | 49             | 10,2 ± 2,9   |
| NGC 4203    | Chevelure de Bérénice | SAB0^-?       | Lenticulaire             | 12h 15m 05.0s | 33° 11′ 50″ | 1086 ± 4               | 10,9 | 20,3 ± 1,4     | 63             | 18,7 ± 11,2  |
| NGC 4245    | Chevelure de Bérénice | SB0/a?(r)     | Lenticulaire             | 12h 17m 36.8s | 29° 36′ 29″ | 869 ± 2                | 11,4 | 17,0 ± 1,2     | 47             | 14,2 ± 4,0A  |
| NGC 4251    | Chevelure de Bérénice | SB0?          | Lenticulaire             | 12h 18m 08.2s | 28° 10′ 31″ | 1066 ± 5               | 10,7 | 20,0 ± 1,4     | 56             | 14,7 ± 4,2   |
| NGC 4274    | Chevelure de Bérénice | (R)SB(r)ab    | Spirale barrée           | 12h 19m 50.6s | 29° 36′ 52″ | 930 ± 7                | 10,4 | 17,9 ± 1,3     | 99             | 13,9 ± 4,3   |
| NGC 4278    | Chevelure de Bérénice | E1-2          | Elliptique               | 12h 20m 06.8s | 29° 16′ 51″ | 620 ± 5                | 10,2 | 13,4 ± 1,0     | 67             | 16,9 ± 5,9   |
| NGC 4283    | Chevelure de Bérénice | E0            | Elliptique               | 12h 20m 20.8s | 29° 18′ 39″ | 1056 ± 5               | 12,1 | 19,7 ± 1,4     | 29             | 19,7 ± 14,6  |
| NGC 4310    | Chevelure de Bérénice | (R')SAB(r)0+? | Lenticulaire             | 12h 22m 26.3s | 29° 12′ 33″ | 918 ± 4                | 12,2 | 17,7 ± 1,3     | 21             | 9,7 ± ?A     |
| NGC 4314    | Chevelure de Bérénice | SB(rs)a       | Spirale barrée           | 12h 22m 31.8s | 29° 53′ 45″ | 963 ± 5                | 10,6 | 18,4 ± 1,0     | 42             | 9,7 ± ?A     |
| NGC 4359    | Chevelure de Bérénice | SB(rs)c?      | Spirale barrée           | 12h 24m 11.2s | 31° 31′ 19″ | 1253 ± 4               | 13,0 | 22,5 ± 1,6     | 59             | 17,2 ± 8,0   |
| NGC 4414    | Chevelure de Bérénice | SA(rs)c?      | Spirale                  | 12h 26m 27.1s | 31° 13′ 25″ | 708 ± 2                | 10,1 | 14,5 ± 1,1     | 83             | 18,1 ± 3,0   |
| NGC 4509    | Chiens de chasse      | IBm           | Irrégulière magellanique | 12h 33m 06.8s | 32° 05′ 30″ | 937 ± 8                | 13,5 | 17,8 ± 1,3     | 9,6            | 10,1 ± ?A    |
| NGC 4525    | Chevelure de Bérénice | SABcd?        | Spirale intermédiaire    | 12h 33m 51.1s | 30° 16′ 39″ | 1176 ± 2               | 12,2 | 21,4 ± 1,5     | 38             | 13,8 ± 3,8   |
| UGC 7300    | Chevelure de Bérénice | Im            | Irrégulière magellanique | 12h 16m 43.3s | 28° 43′ 52″ | 1210 ± 4               | 14,8 | 22,1 ± 1,6     | 15             | 9,45 ± 0,35A |
| UGC 7428    | Chevelure de Bérénice | Im?           | Irrégulière magellanique | 12h 22m 02.6s | 32° 05′ 45″ | 1137 ± 2               | 14,8 | 20,8 ± 1,5     | 17             | x            |
| MCG 5-29-66 | Chevelure de Bérénice | IB?           | Irrégulière              | 12h 20m 35.8s | 30° 47′ 57″ | 1101 ± 19              | 13,9 | 20,4 ± 1,5     | 17             | x            |

- A Trois mesures ou moins.

Le site DeepskyLog permet de trouver aisément les constellations des galaxies mentionnées dans ce tableau ou si elles ne s'y trouvent pas, l'outil du site constellation permet de le faire à l'aide des coordonnées de la galaxie. Sauf indication contraire, les données proviennent du site NASA/IPAC. 